# 吉川英治文化賞
吉川英治文化賞（よしかわえいじぶんかしょう）は、公益財団法人・吉川英治国民文化振興会が主催し、講談社が後援する文化賞。日本の文化活動に著しく貢献した人物・並びにグループに対して贈呈される。

## 受賞者一覧

### 第1回から第10回
- 第1回（1967年） 相沢忠洋・荒木初子・岩野平三郎・平三郎・宮崎康平・宮崎和子夫妻
- 第2回（1968年） 今泉済・上野満・後藤楢根・近藤えい子・渡部市美・渡部洋子夫妻
- 第3回（1969年） 大熊喜代松・小百合葉子・品川博・鈴木邦治・三松正夫
- 第4回（1970年） 阿寒中学校・木辺成麿・福来四郎
- 第5回（1971年） 土方浩平・土方令子夫妻・平賀練吉・三原スヱ・山崎勲・渡部忍
- 第6回（1972年） 縣治朗・秋月辰一郎・佐野藤右衛門・鈴木弼美・橋本広三郎
- 第7回（1973年） 岩村昇・大島詮幸・大島シヅヱ夫妻・宮城まり子・森豊・横井隆俊
- 第8回（1974年） 西岡楢光・西岡常一・西岡楢二郎父子・藤岡博昭・三戸サツヱ・宮坂英弌
- 第9回（1975年） 菅寿子・高橋竹山・中村裕・梁瀬義亮・与那覇しづ
- 第10回（1976年） 大江巳之助・鈴木セイ・高垣昕二・永松カズ・馬場脩

### 第11回から第20回
- 第11回（1977年） 高橋喜平・知念芳子・美術院国宝修理所・本間一夫
- 第12回（1978年） 岡崎英彦・田中多聞・辻本繁・辻本モト夫妻・富田見二・富田まさゑ夫妻・西浦田楽能保存会
- 第13回（1979年） 大野貢・ゼノ・ゼブロフスキー・中城イマ・中村孝三郎・馬場省二
- 第14回（1980年） 天野芳太郎・曻地三郎・曻地露子夫妻・田辺仁市・平野長英・本田良寛
- 第15回（1981年） 片桐格・高橋重敏・町田佳聲・百瀬ヤエ子
- 第16回（1982年） 塩屋賢一・高橋久・中山修一・山下め由・山本慈昭
- 第17回（1983年） 粟田万喜三・田村キヨノ・中沢源一郎・西谷英雄・吉村シズヱ
- 第18回（1984年） 飯田東中学校・黒川能保存会・ジェラルド・ハドソン・シルバ・和田・フレッド・勇
- 第19回（1985年） 小南みよ子・シャプラニール=市民による海外協力の会・平野清介・本田實・松井新二郎
- 第20回（1986年） 鎌田孝一・北島忠治・齋藤アサ子・平良敏子と｢喜如嘉の芭蕉布保存会｣・野澤重雄

### 第21回から第30回
- 第21回（1987年） 石井勇・小野倉蔵・竹柴蟹助・法月惣次郎
- 第22回（1988年） 三谷一馬・元興寺文化財研究所・金竜成・高橋良治・宮崎亮・宮崎安子夫妻・山野忠彦
- 第23回（1989年） 萱野茂・粉川忠・小嶋昭・小嶋トキ夫妻・森田三郎
- 第24回（1990年） 飯島實・宇治達郎・杉浦睦夫・深海正治・渋谷正吉・廣岡知彦を中心とする｢憩いの家」
- 第25回（1991年） 河合中学校古田忠久と理科部・佐伯輝子・中田正一・吉原昭夫
- 第26回（1992年） 淺田隆子・佐々木徳夫・野村達次・渡辺トミ・マルガリーダ
- 第27回（1993年） 札幌麻生脳神経外科病院の紙屋克子と看護部・忠鉢繁・遠山正瑛・遠山柾雄・本間昭雄・本間麻子夫妻
- 第28回（1994年） 高見敏弘・中山与志夫・奈良たんぽぽの会・宮本ヒサ子
- 第29回（1995年） 石井謙治・大場茂俊・大場光夫妻・平井正・道下俊一
- 第30回（1996年） 金井弘夫・篠遠喜彦・福島令子・福島智・守谷光基・守谷房子夫妻

### 第31回から第40回
- 第31回（1997年） 石井薫・角花菊太郎・曾野綾子と海外邦人宣教者活動援助後援会・馬塚丈司・光谷拓実
- 第32回（1998年） 高橋實・長谷川博・森下一・ユージン・アクショノフ
- 第33回（1999年） 河合正泰・河合美登利夫妻・見城慶和・近藤亨・橋本梧郎
- 第34回（2000年） 親盛長明・黒森歌舞伎妻堂連中と黒森地区の皆さん・田中肇・牟田悌三と世田谷ボランティア協会
- 第35回（2001年） 木村稔・木村圭子夫妻・近藤恒夫・白鷹幸伯・菅谷昭・原田正純
- 第36回（2002年） ガリレオ工房・小林ハル・佐藤エミ子
- 第37回（2003年） えりも岬の緑を守る会・菅波茂・東京シューレ・永井利夫・永井サヨコ夫妻
- 第38回（2004年） 岩渕文雄・荻巣樹徳・沖縄戦記録フィルム一フィート運動の会・内藤裕史・中本ムツ子
- 第39回（2005年） 名取美和・平沢保治・松田富士彌・山之内義一郎
- 第40回（2006年） 田村晧司・松島興治郎・村山常雄・本村義雄

### 第41回から第50回
- 第41回（2007年） 雨宮清・菊本照子・桜井政太郎・左野勝司・堀田健一
- 第42回（2008年） 伊藤明彦・岩澤信夫・児童虐待防止協会・嶽釜徹・宮城信勇
- 第43回（2009年） 垣見一雅・田村恒夫・中野主一・長尾直太郎
- 第44回（2010年） 川田昇・久連子古代踊り保存会・菅原幸助・明珍宗恭
- 第45回（2011年） 宇梶静江・木村若友・具志堅隆松・斎藤晶・笹本恒子
- 第46回（2012年） 大山泰弘・岡野眞治・畠山重篤
- 第47回（2013年） 片野清美・杉浦銀治・二宮康明
- 第48回（2014年） 加藤源重・志賀高原漁業協同組合・中一弥
- 第49回（2015年） 遠藤尚次・野口義弘・日置英剛・日吉フミコ
- 第50回（2016年） 嘉瀬誠次・玉井義臣・鶴丸礼子

### 第51回から
- 第51回（2017年） 臼井二美男・中本忠子・藤井製桶所
- 第52回（2018年） 日本盲導犬協会・本多一夫・村林孝夫
- 第53回（2019年） 大谷貴子・金田茉莉・小谷野匡子
- 第54回（2020年） 國井修・橋本操・子供の科学
- 第55回（2021年） 石巻日日こども新聞・セカンドハーベスト・ジャパン・ルダシングワ真美
- 第56回（2022年） 尾関清子・木村マサヱ・前田康弘
- 第57回（2023年） 小林普子・近藤博子・村上龍男
- 第58回（2024年） 鳥海修・戦場体験放映保存の会・日本看護協会災害支援ナース
- 第59回（2025年） 天野惠子・原昌宏・板東あけみ

## 選考委員
2018年現在
- 阿川佐和子・ 出久根達郎・堀田力・柳田邦男・吉川英明